# Ut mine Stromtid
Ut mine Stromtid ist ein umfangreicher Roman des niederdeutschen Schriftstellers Fritz Reuter, der erstmals 1862 erschienen ist. Die hochdeutsche Übersetzung lautet Aus meiner Volontariatszeit. Gemeint ist eine Art Praktikum der Landwirtschaft, was ungefähr der Fernsehserie Onkel Bräsig entspricht.

## Zum Inhalt
Der Roman Ut mine Stromtid schildert Ereignisse aus dem Alltagsleben der Landbewohner Mecklenburgs, wie sie sich so wie geschildert um 1850 alltäglich zugetragen haben bzw. zugetragen haben könnten.
Im Einzelnen geht es um die Bewirtschaftung landwirtschaftlicher Güter durch deren Verwalter („Inspektoren“), um alltägliche, aber gleichwohl dramatische Überschuldungs-, Finanzierungs- und Versteigerungsprobleme, um das Weiterleben der nach Sterbefällen allein gelassenen Kinder im Haushalt gutherziger Ersatzeltern, um den Gegensatz zwischen hartherzigen Erwerbslandwirten („Dat Allens is Min“) und weichherzigen Personen, die nach Fritz Reuter überall zu finden sind, wo man das am wenigsten vermuten würde (z. B. beim Juden „Moses“, den man in allerhöchster Not um Kredit angeht, der ihn aber nur an „gutherzige“ Personen vergibt).
Hauptperson des Romans ist der Pachtbauer Karl Hawermann, der sich nach dem Tod seiner Frau und der Unterbringung seiner zurückgelassenen kleinen Tochter bei dem Pastor Behrens, als Gutsverwalter des „Herrn Kammerrates“, eines sanftmütigen Adeligen, verdient macht, den er u. a. dazu drängt, ein Landstück des Pastors Behrens zu pachten, dessen Frau seine Tochter aufgenommen hat. Pastoren haben im Leben Fritz Reuters mehrfach eine große Rolle gespielt: z. B. war seine eigene Frau Luise eine Pastorstochter. Für das erwähnte Landstück hätte sich aber auch der hartherzige „Pomuchelskopp“ interessiert, der aus diesem Grunde – von vornherein missgelaunt –- bei der Pastorenfamilie einen missglückten „Antrittsbesuch“ absolviert. Schon durch seinen Namen gibt Pomuchelskopp dem Dichter Anlass zu vielen plattdeutschen Späßen. Seine Frau – ebenfalls hartherzig – nennt ihren Mann abwechselnd nur „Kopp“ oder „Muchel“, je nachdem, ob sie härtere oder mildere Töne bevorzugt; er selbst nennt sie abwechselnd „Min Hoening“ (mein Hühnchen) oder „Min Klucking“ (meine kleine Glucke).
Eine große Rolle in dem Roman spielt auch der gutherzige, behäbig-joviale „Entspekter Onkel Bräsig“, der immer wieder im entscheidenden Moment auftaucht und scheinbar endgültige Verwirrungen herbeiführt, die er aber mit gesundem Menschenverstand rechtzeitig wieder aufknüpft. Er gibt außerdem Anlass zu zahlreichen humoristischen Einlagen – eine Paradefigur für das Schauspiel! –, z. B. indem er immer wieder ins Hochdeutsche verfällt und dabei regelmäßig „mir“ und „mich“ verwechselt.

## Bedeutung
Ut mine Stromtid ist nach Ut de Franzosentid und Ut mine Festungstid der dritte – und vielleicht der populärste – jener erfolgreichen, autobiographisch angehauchten Romane Reuters, die er alle in niederdeutscher Sprache verfasst hat. Im Vordergrund stehen dabei die lokalen – und doch universell-bedeutenden – Ereignisse und Charaktere, die Reuter humorvoll erzählt, während der Gang der Handlung hinter den einzelnen Episoden in den Hintergrund tritt. Reuter geht mit der Wahrheit frei und kreativ um, aber im Grunde handelt es sich um mehr oder minder alltägliche Ereignisse, die tatsächlich passiert sind oder so hätten passieren können. Auch die handelnden Personen sind überwiegend real. Versteckt hinter der volkstümlichen und humorvollen plattdeutschen Sprache und hinter den skurrilen Einwürfen des gutmütig-klugen „Entspekters Bräsig“ übt Reuter an den abschreckenden Beispielen des hartherzigen Gutsbesitzers Pomuchelskopp und des missratenen Sohnes des „Kammerrates“ indirekt gleichzeitig fundamentale Kritik, siehe besonders das umfangreiche Kapitel 31 des Romans. Kritisiert werden die zurückgebliebenen Verhältnissen im damaligen vom Kleinadel dominierten Mecklenburg bzw. im preußischen Vorpommern, wo es noch schlimmer zugehe, weil dort alles so gemacht werde, wie es der Landrat für richtig hält.

## Ausgaben
- Werke 12 Bände, Band 3. Leipzig 1936
- Gesammelte Werke und Briefe. Band 4. Rostock 1967
- Werke in drei Bänden. Aufbau-Verlag, Berlin / Weimar 1972
- Ut mine Stromtid (Aus meiner Volontärszeit), 1862;
Neuauflage: Hinstorff, 2008, ISBN 3-356-01263-0 – in der hochdeutschen Ausgabe: Das Leben auf dem Lande, Manuscriptum, 2005, ISBN 3-937801-00-6; Das Werk diente als Vorlage zur Fernsehserie Onkel Bräsig.

## Verfilmungen
- Ut mine stromtid (1919) von Hubert Moest mit Fritz Beckmann, Hanne Brinkmann und Fritz Delius
- Kampf um die Scholle (1925) von Erich Waschneck mit  Gustav Oberg, Ferdinand von Alten und Oscar Marion
- Onkel Bräsig (1936) von Erich Waschneck mit Otto Wernicke, Heinrich Schroth und Harry Hardt
- Onkel Bräsig: Das Leben auf dem Lande, und Onkel Bräsig erzählt, BRD 1979 (TV-Serie; Regie: S. Barabas)

Weitere Verfilmungen unter ähnlichen Titeln gab es z. B. in Schweden (siehe plattdeutsche Wikipedia).

## Sonstiges
In Berlin-Britz wurde 1926/1927 die Fritz Reuter-Allee und einige anliegende Straßen rund um die Hufeisensiedlung wie z. B. die Onkel-Bräsig-Straße, Lining- und Miningstraße nach den Figuren aus dem Roman benannt.